# Ervy-le-Châtel
Ervy-le-Châtel ist eine französische Gemeinde mit 1.108 Einwohnern (Stand: 1. Januar 2022) im Département Aube in der Region Grand Est; sie gehört zum Arrondissement Troyes und zum Kanton Aix-Villemaur-Pâlis.

## Geografie
Ervy-le-Châtel liegt rund 30 Kilometer südwestlich von Troyes am Armance. Umgeben wird Ervy-le-Châtel von den Nachbargemeinden Eaux-Puiseaux und Auxon im Norden, Davrey im Osten, Chessy-les-Prés im Südosten und Süden, Courtaoult im Südwesten, Montfey im Westen sowie Vosnon im Nordwesten.

## Bevölkerungsentwicklung
| Jahr                       | 1962 | 1968 | 1975 | 1982 | 1990 | 1999 | 2006 | 2019 |
| Einwohner                  | 1204 | 1175 | 1198 | 1262 | 1221 | 1214 | 1174 | 1142 |
| Quellen: Cassini und INSEE |      |      |      |      |      |      |      |      |

## Sehenswürdigkeiten
- Kirche Saint-Pierre-ès-Liens aus dem 15./16. Jahrhundert, Monument historique seit 1914
- Tor Saint-Nicolas aus dem 16. Jahrhundert, Monument historique seit 1926
- Ehemalige Markthalle, 1836/37 erbaut
- Arboretum Saint-Antoine
- Schloss Ervy

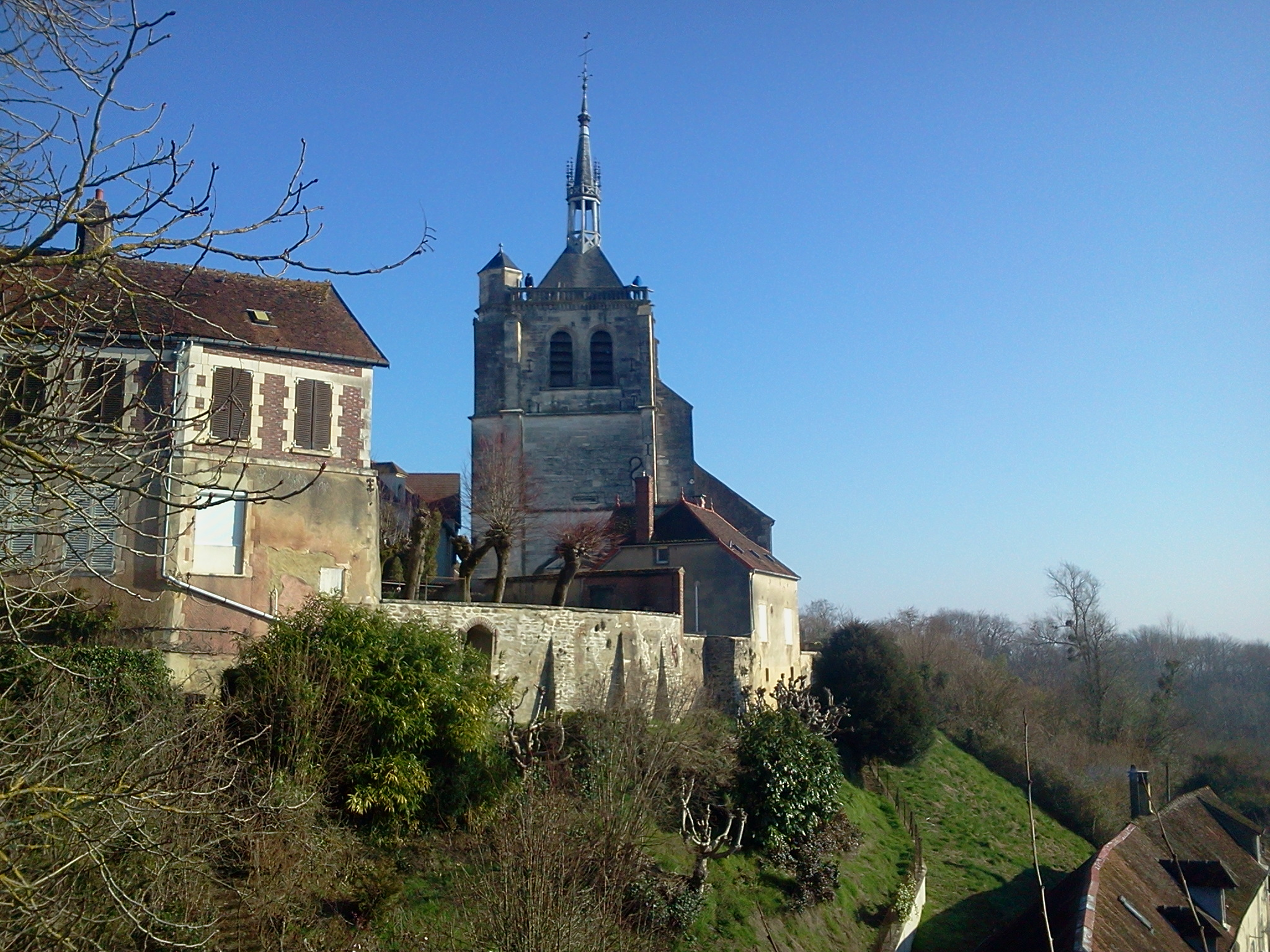
Kirche Saint-Pierre-ès-Liens
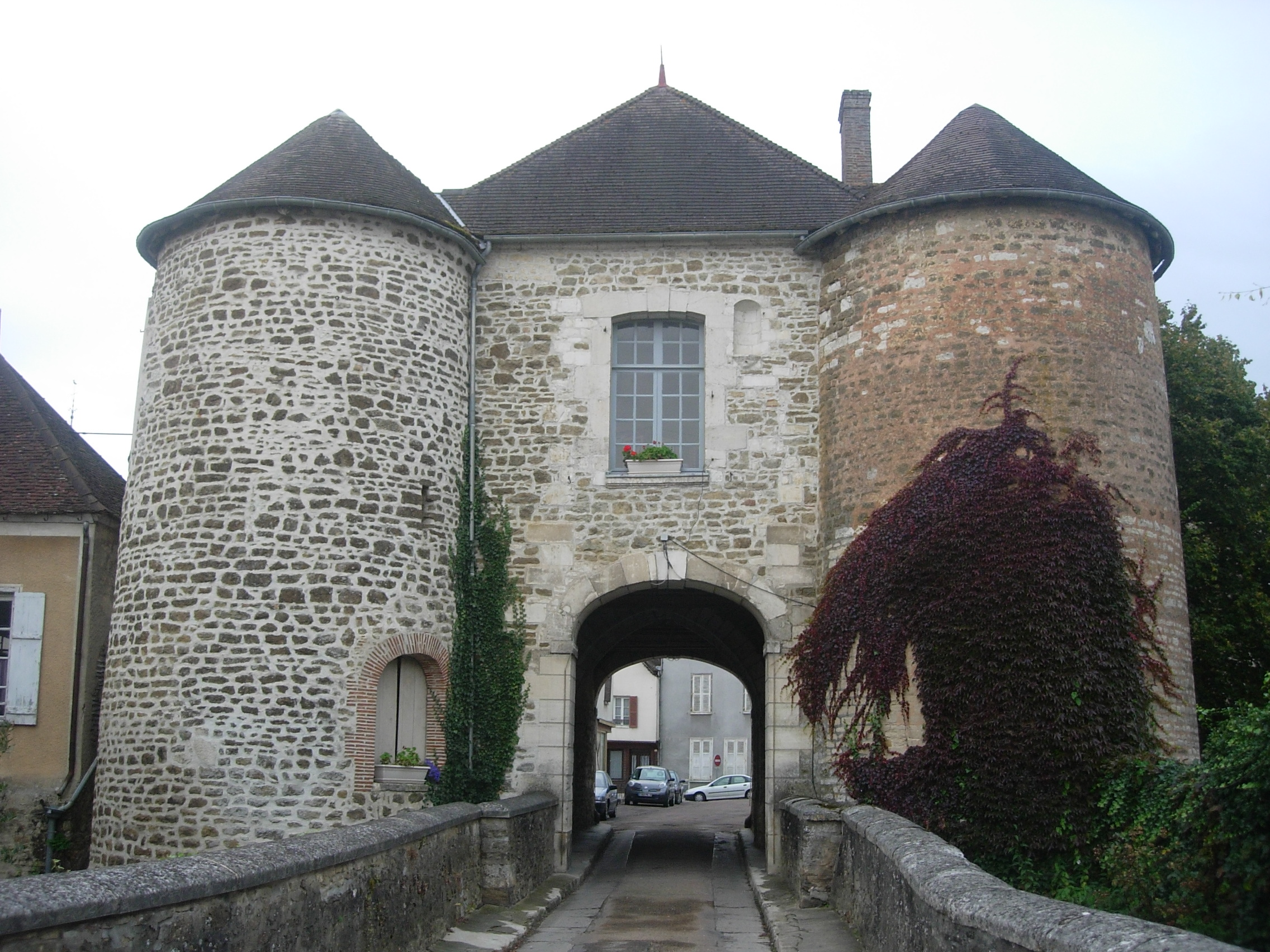
Tor Saint-Nicolas
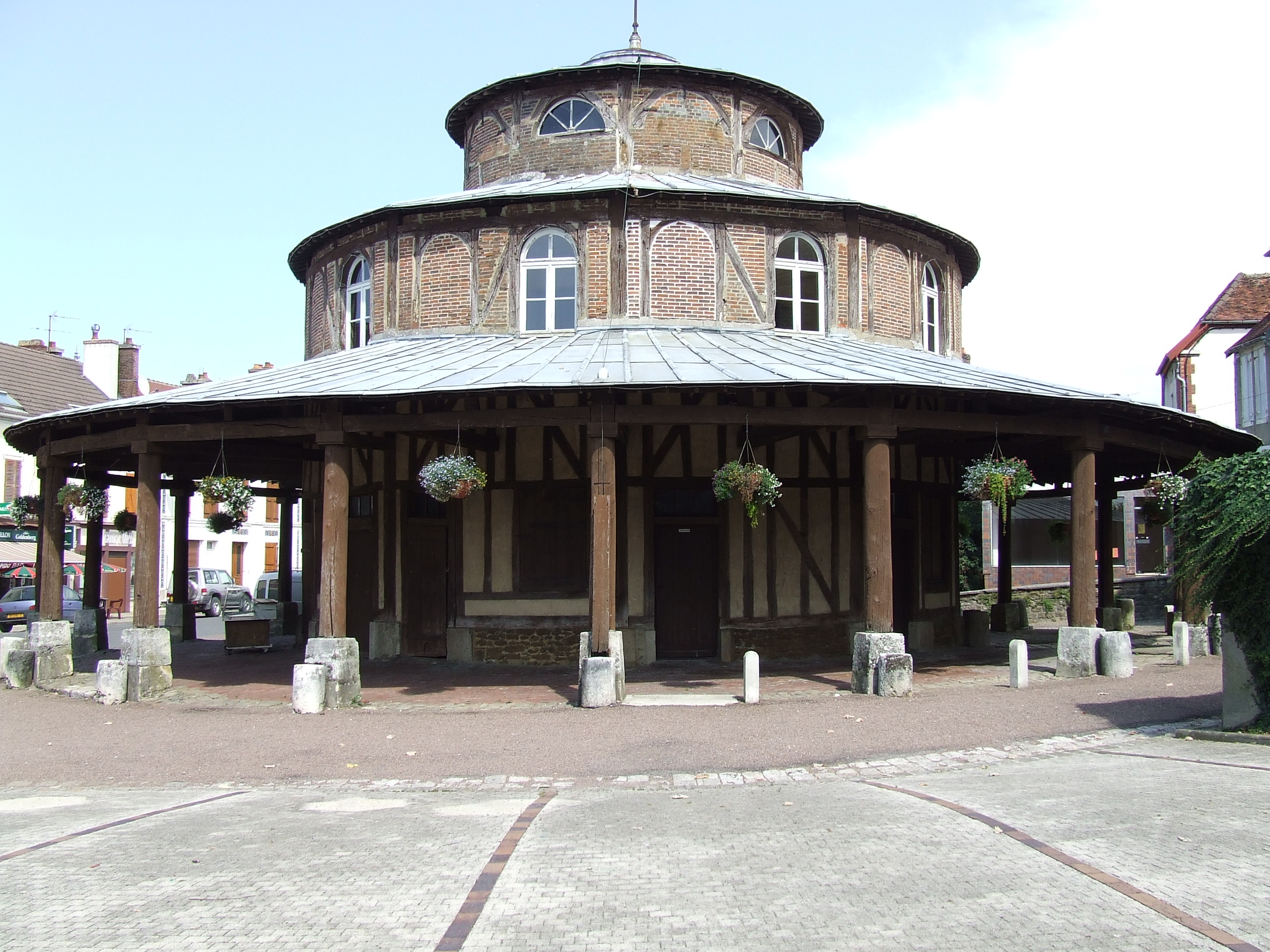
Rotunde der ehemaligen Markthalle

## Persönlichkeiten
- Eugène Belgrand (1810–1878), Ingenieur